# Битва при Каловарии
Битва при Каловарии (также Калаврия и Калаврита) состоялась в 1078 году между имперским войском под командованием Алексея Комнина и мятежниками, верными губернатору Диррахия Никифору Вриеннию Старшему. Последний восстал против Михаила VII Дуки (правил в 1071—1078 годах) и победил верные Византии войска на Балканах. Даже после свержения Дуки Никифором III Вотаниатом (правил в 1078—1081 годах) губернатор продолжил свой мятеж, угрожая Константинополю. Вотаниат отправил генерала Алексея Комнина с теми войсками, которые мог противопоставить Вриеннию.
Две армии столкнулись в Каловарии на реке Хальмирос. Алексей Комнин, чья армия была меньше и менее опытной, попытался неудачно устроить засаду на войско Вриенния. Атака флангов императорской армии была отбита повстанцами, но Алексею удалось перегруппировать своих воинов. С помощью ложного отступления своих турок он смог заманить войска Вриенния в новую засаду. Мятежники были разбиты, а их командир попал в плен.
Битва известна упоминанием в двух известных документах: «Алексиаде» Анны Комнины и «Исторических записках» её мужа — Никифора Вриенния Младшего. Это сражение является одним из немногих детально описанных в византийской истории и является ценным источником для изучения тактики византийской армии конца XI века.

## Предыстория

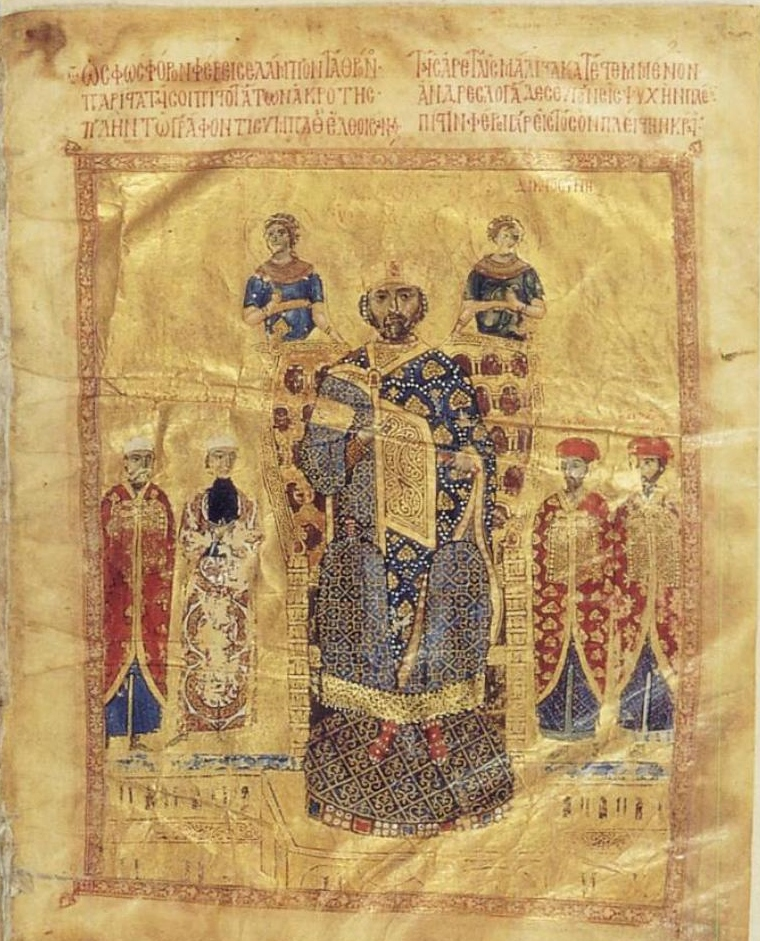
Миниатюра, изображающая императора Никифора III Вотаниата в окружении старших должностных лиц суда.

После поражения в битве при Манцикерте императора Романа IV Диогена от сельджуков, и его свержения, Византия на десятилетие была охвачена внутренними беспорядками и мятежами. Постоянные войны сильно ослабили армию империи, которая не смогла защитить Малую Азию от посягательств турок, в то время как на Балканах набегами печенегов и куманов была опустошена Болгария, а сербские принцы отказались от своей верности императору.
Правительство Михаила VII Дуки (около 1071—1078) не смогло эффективно управлять страной, из-за чего потеряло поддержку военной аристократии. В конце 1077 года два главных византийских генерала: дукс Диррахия Никифор Вриенний Старший и стратег фемы Анатолик Никифор Вотаниат были провозглашены собственными войсками новыми императорами.
Вриенний направился в поход на Константинополь, получая поддержку от большей части балканских войск. В это время, Никифор отправил к Михаилу VII своих послов, но император отказался от переговоров. Вриенний направил своего брата Иоанна начать осаду столицы, но мятежники не смогли прорваться через мощные укрепления города, и вскоре отступили. Эта неудача даровала Вотаниату поддержку городской знати: в марте 1078 года Михаил VII был вынужден отречься от престола и постричься в монахи, а Никифор был принят городом в качестве нового императора.
Вотаниат не имел достаточно войск, способных противостоять Вриеннию, контролировавшему родную Фракию и державшему столицу в финансовой блокаде относительно балканских провинций. Сначала Никифор направил посольство к Вриеннию, одновременно назначив Алексея Комнина своим доместиком и прося о помощи сельджукского султана, который уже отправил 2000 воинов, и готовил новые отряды. Престарелый (при восшествии на престол, ему было 76 лет) император даровал Вриеннию титул кесаря, и подтвердил его право на наследование трона. Тот согласился с данным предложением, но дополнительно добавил несколько требований, вернув послов назад в Константинополь. Чтобы выиграть время, Вотаниат отвергнул новые пункты, и приказал Комнину покончить с мятежником.

## Прелюдия
Вриенний расположил свои войска в равнине Кедоктос по дороге на Константинополь. Его армия имела в своём составе 12 000 закалённых в боях воинов, прибывших из полков (Фессалии, Македония и Фракии), а также франкских наёмников и тагму элитных гетайров.
Армию Алексея составляли 2000 турецких конных лучников, 2000 воинов из Малой Азии (хоматенои), несколько сотен франкских рыцарей из Италии, и полк Бессмертных, которые были созданы министром Михаила VII Дуки Никифором для формирования ядра новой армии. Размеры армии Комнина разнятся: от 5500—6500 (Haldon) до 8000—10 000 (Birkenmeier), но можно смело говорить о том, что его армия была меньше и менее опытной, чем у соперника.
Императорские войска расположились на берегу реки Хальмирос (западнее Гераклеи, современная Мармара Эреглиси), рядом с фортом Каровария (греч. Καλαβρύη). Любопытно, что в нарушение установленной практики, Комнин не укрепил собственный лагерь — возможно, с целью не утомлять собственные войска. Затем он отправил турецких шпионов к позициям Вриенния для определения его сил и намерений. Шпионы легко выполнили свою задачу, но некоторые из них были пойманы, и противнику стал известен размер армии Алексея.

### Первоначальные позиции и планы

Первоначальная расстановка войск и первая фаза битвы — неудачная засада императорских войск

Вриенний разделил свою армию на 3 части, каждая из которых расположилась в 2 линии, что предписывалось византийскими военными трактатами. Правое крыло, подчинённое его брату Иоанну, насчитывало 5000 франкских наёмников, фессалийскую кавалерию, Гетайров и Маниакатаев (потомков участников походов Георгия Маниака в Сицилию и Италию). Левое крыло, где были 3000 фракийских и македонских солдат, находилось под командованием Катакалона Тарханейтоса. Центр, которым управлял Вриенний, составляли 3000—4000 человек, набранных из Фессалии, Фракии и Македонии. Согласно стандартной доктрине, Никифор в 500 метрах (две стадии) от главных сил разместил внефланговое подразделение (hyperkerastai) печенегов.
Алексей разместил свою армию перед лагерем противника, разделив на 2 части. Левая часть, противостоявшая сильнейшим отрядам Вриенния, находилась под личным командованием Комнина, и содержала франкских рыцарей (справа) и Бессмертных (слева). Правая часть, под командованием Константина Катаколона, имела в своём составе хоматинцев и турок. Последние, согласно Алексиаде, должны были охранять фланги и наблюдать за манёврами печенегов. На своём фланге Алексей сформировал собственное фланговое подразделение (состоявшее из Бессмертных) и скрытое от врага. Понимая его слабость, Комнин оставался на оборонительных позициях. Его единственным шансом на успех была неожиданная атака данного отряда, которая создаст панику среди воинов Вриенния и позволит провести основную атаку силами сильного левого фланга.

## Коллапс армии Комнина

Вторая фаза битвы: Уничтожение правого фланга Комнина, в то время как он избегает окружения. Печенеги Вриенния перестали преследовать врага, начав грабить лагерь своего союзника, что вызвало замешательство в его тылу

Так как силы Вриенния выдвинулись по направлению к вражеской линии, прикрывавший фланги отряд Комнина напал на них из засады. Их атака вызвала временное замешательство, но Никифор (или командир правого крыла Иоанн) сплотил бойцов и направил вперёд вторую линию. Эта контратака сломила прикрывавший фланги отряд, начавший отступать в панике, что заставило Бессмертных также бежать. Хотя им и был нанесён некоторый урон, большая их часть смогла отступить в тыл комнинской армии.
Алексей, сражавшийся вместе со своей свитой рядом с франками, не сразу понял, что его левое крыло разбито. Тем временем на правом крыле имперской армии хоматенои столкнулись с людьми Тарханейтоса и были окружены и атакованы с тыла теми печенегами, которые смогли избежать атаки турок. Хоматенои были разбиты и бежали, так что судьба Комнина казалась предрешённой. Но печенеги не стали преследовать отступавших и разграбили собственный лагерь Вриенния, после чего покинули поле битвы.
Тем не менее, победа Вриенния казалась неоспоримой: его крылья начали окружать франков Комнина. Только тогда он понял истинное положение дел. Отчаявшись перед лицом поражения (и, согласно Вриеннию Младшему, боясь наказания за нарушение имперских приказов из-за ожидания турецких подкреплений), Алексей решил напасть на самого Никифора, но его смог отговорить собственный слуга. Собрав 6 воинов, он смог вырваться из окружения, прорвавшись в тыл своего войска. Там воцарилась путаница, что было усилено атакой печенегов на лагерь бывших союзников. Алексей Комнин увидел парадную лошадь Вриенния, охраняемую двумя гвардейцами, сопровождавшими её в безопасное место. Он смог захватить это животное, и направился с ним с поля битвы.
Достигнув холма перед первоначальными позициями своей армии, Комнин начал перегруппировку собственных сил. Он отправил гонцов к остаткам войска, чтобы объявить о гибели Вриенния, а его захваченная лошадь — тому свидетельство. В это время прибыло обещанное турками подкрепление, что также укрепило дух имперских воинов. В это время войска Вриенния окружили франков Алексея, которые были готовы сдаться. Но отряды мятежников смешались, а их линии были разрушены. Резервы Никифора были введены в замешательство атакой печенегов.

### Контратака Алексея

Финальная фаза битвы: Алексей перегруппировывает свои войска, атакует силы Вриенния и затягивает их в новую засаду. Восставшие разбиты, а сам Вриенний пленён

Сумев восстановить порядок в своих рядах и зная о разброде в тылу Вриенния, Комнин решил контратаковать. Действие его плана базировалось на использовании турецких конных лучников. Он разделил свою армию на 3 части, 2 из которых он спрятал в засаде. Оставшаяся, сформированная из Бессмертных и хоматеноев под командованием Алексея, была разбита на мелкие отряды, смешанные с турками. Их целью было нападение на мятежников, завлекание их своим ложным отступлением в приготовленную засаду.
Атака отрядов Алексея сперва взяла врасплох воинов Вриенния, но будучи ветеранами, они, быстро оправившись, начали преследование. Отступив, воины Алексея (особенно турки), внезапно нападали на атакующих, после чего начинали повторное отступление. Этой тактикой они вымотали противника, при этом нарушив согласованность его линий. Некоторые бойцы Алексея выбирали своей целью Никифора Вриенния, что заставило его охрану более активно защищать своего лидера.
Когда битва достигла места засады, крылья Алексея «как рой ос» напали на фланги мятежников, начав сеять панику. Попытки Вриенния и его брата Иоанна воодушевить своих людей провалились, и восставшие начали беспорядочное отступление. Братья пытались сплотить собственный арьергард, но им это не удалось, и они были пленены.

## Последствия
Битва окончила революцию Вриенния, хотя Никифор Василаки, заручившись поддержкой иллирийских и болгарских войск, захватил Фессалоники и провозгласил себя императором. Он также был разбит Алексеем Комнином, который затем выбил печенегов из Фракии. Старший Вриенний по приказу Вотаниата был ослеплён, но позже император сжалился над ним и вернул принадлежавшие тому титулы и состояние. После захвата императорского престола Алексеем Комнином в 1081 году Вриенний позже был награждён за свои военные подвиги. Во время войны с печенегами в 1095 году он оборонял Адрианополь от атаки мятежников. Его сын или внук, Никифор Вриенний Младший, женился на дочери Алексея — Анне Комнине. Во время правления Алексея он стал видным генералом и историком, получившим из рук императора титул кесаря.